# RocketMail
RocketMail — був одним з перших найбільших безкоштовних поштових сервісів. Спочатку сервіс належав Four11 Corporation. Протягом короткого проміжку часу RocketMail вели боротьбу з Hotmail за перше місце серед безкоштовних поштових сервісів. В 1997 році Four11 Corporation включаючи RocketMail  були придбані Yahoo!. Компанія Yahoo! асимілювала рушій RocketMail служби. Можна сказати, що нині Yahoo! Mail є старою системою RocketMail Webmail .
Під час періоду, коли служба переїжджала, користувачі  RocketMail  могли вибрати Yahoo! ID (ідентифікатор), оскільки не було гарантії працездатності х RocketMail ID в Yahoo! сервісі або могли використовувати  username.rm , як їх Yahoo! ID. Таким чином, користувачі могли зберегти свої адреси на rocketmail.com і отримати абсолютно ті ж послуги, що і всі користувачі Yahoo!.
13 червня 2008 року Yahoo! знову запустила бренд RocketMail, дозволивши новим користувачам вхід під аккаунтом в домені rocketmail.com, який не був можливий з моменту придбання  Four11 Corporation  .
Колишній Прем'єр міністр України Арсеній Яценюк має поштову скриньку на RocketMail.

## Див. Також
- Yahoo! Mail